# Chalk Farm
Chalk Farm - stacja metra londyńskiego położona w dzielnicy Camden. Leży na trasie Northern Line. Została otwarta w roku 1907. Projektantem jej budynku był Leslie Green. Obecnie korzysta z niej ok. 4,65 mln pasażerów rocznie. Należy do drugiej strefy biletowej.